# نون و پنیر و سبزی
نون و پنیر و سبزی در غالب کنسرتی در سال ۱۹۹۰ در سالن بزرگ یونیورسال آمفی تئاتر شهر لس آنجلس برگزار شد. با پیشنهاد بهزاد مسرور به داریوش و ابی برای کنسرتی مشترک و خواندن ترانه دو صدایی این دو خواننده با هم کنسرتی مشترک را اجرا کردند که نقطه عطفی در زمان خود در موسیقی ایران بعد از انقلاب بود.
این کنسرت شامل سه قسمت بود:
- در قسمت اول کنسرت ابی به رهبری آندرانیک به روی صحنه رفت و به اجرای آثارش پرداخت.
- در قسمت دوم کنسرت داریوش به رهبری عبدی یمینی به روی صحنه رفت و به اجرای آثارش پرداخت.
- در قسمت سوم و مهمترین قسمت کنسرت ترانه نون و پنیر و سبزی با هم صدایی ابی و داریوش اجرا شد.

## ترانه‌های اجرا شدهٔ ابی در کنسرت (بخش اول کنسرت)
| نام ترانه   | ترانه سرا       | آهنگساز         | تنظیم    |
| ----------- | --------------- | --------------- | -------- |
| خلیج فارس   | عادل حسنی       | محمد شمس        | آندرانیک |
| پیچک        | شرمین شجره      | سیاوش قمیشی     | آندرانیک |
| پوست شیر    | ایرج جنتی عطایی | واروژان         | آندرانیک |
| شکار        | محمد علی شیرازی | حسن شماعی زاده  | آندرانیک |
| پل          | ایرج جنتی عطایی | واروژان         | آندرانیک |
| عسل         | اردلان سرفراز   | فرید زلاند      | آندرانیک |
| گل واژه     | منصور تهرانی    | صادق نوجوکی     | آندرانیک |
| شب زده      | زویا زاکاریان   | واروژان         | آندرانیک |
| نازی ناز کن | فرهاد شیبانی    | تورج شعبان خانی | آندرانیک |

## ترانه‌های اجرا شدهٔ داریوش در کنسرت (بخش دوم کنسرت)
| نام ترانه       | ترانه سرا       | آهنگساز       | تنظیم      |
| --------------- | --------------- | ------------- | ---------- |
| خونه            | ایرج جنتی عطایی | بابک بیات     | عبدی یمینی |
| رهگذار عمر      | تورج نگهبان     | بابک افشار    | عبدی یمینی |
| شقایق           | اردلان سرفراز   | فرید زلاند    | عبدی یمینی |
| پریا            | احمد شاملو      | داریوش اقبالی | عبدی یمینی |
| مرا به خانه ببر | ایرج جنتی عطایی | آرمیک         | عبدی یمینی |
| دل من           | ایرج رزمجو      | محمد حیدری    | عبدی یمینی |
| بمان مادر       | نادر نادرپور    | بابک افشار    | عبدی یمینی |

## ترانه مشترک با اجرای داریوش و ابی (بخش سوم کنسرت)
| نام ترانه         | ترانه سرا   | آهنگساز    | تنظیم          |
| ----------------- | ----------- | ---------- | -------------- |
| نون و پنیر و سبزی | شهیار قنبری | فرید زلاند | منوچهر چشم آذر |